# Twitter中傷投稿「いいね」訴訟
Twitter中傷投稿「いいね」訴訟（ツイッターちゅうしょうとうこう「いいね」そしょう）とは、自民党所属の衆議院議員である杉田水脈とフリージャーナリストの伊藤詩織の間で争われた訴訟である。Twitter上で伊藤を誹謗中傷する25件の投稿に対して杉田が「いいね」を押したことが名誉感情の侵害に当たるかどうかが裁判で争われた。
2022年10月20日、東京高裁は「いいね」に至る前後の文脈と経緯を考慮して名誉毀損を認め（詳細は後述）、杉田に55万円の賠償を命じた。Twitterの「いいね」で名誉毀損を認めた初めての判決とみられる。
2022年11月2日、杉田は賠償不服として上告したが、2024年2月8日、最高裁判所第1小法廷（安浪亮介裁判長）は上告を棄却した。

## 経緯
2015年4月、伊藤は元TBS記者の山口敬之から性的暴行を受けた。この事件は2022年7月に最高裁で「山口敬之が同意なく行為に及んだ」と認められたものの、被害を訴える伊藤に対して多くの誹謗中傷が行われた（被害者非難）。
2018年6月から7月にかけて、杉田はTwitter上でのそうした投稿のうち25件に対して「いいね」を押した。それにより杉田のフォロワーに誹謗中傷が拡散され、名誉を傷つけられたとして、伊藤は杉田に対して賠償を求める訴訟を提起した。

### 誹謗中傷の内容
杉田が「いいね」した25件のツイートは、以下の通りである。一部は要約されている。
1. 顔を出して告発する時点で胡散臭い・・同情で国を貶め、それを飯のタネにしたいという意図が見えて賛同できません。
2. 最初っから今まで自分の私利私欲。自分から危ないとこに飛び込んでってんの。・・この女のやってる事は・・自己中の延長だよ
3. 自称伊藤詩織は、そもそもレイプの事実関係が怪しすぎる。
4. 彼女がハニートラップを仕掛けて、結果が伴わなかったから被害者として考え変えて
5. 枕営業の失敗ですよね。
6. 言ってる事の整合性がなく、被害妄想？を疑いましたよ。売名行為なのかな？
7. 伊藤おばさんは、薬を盛られたくせにホテルで泥酔・・自分の望みが叶わないと相手をレイプ魔呼ばわりした卑怯者。そして、貴女は、それを知りながら杉田さんに因縁をつける最低の人間。
8. ニコニコ顔で自分のレイプ体験語るヤツが被害者って変だと思わないかなぁ！？
9. 被害者ぶるのもいい加減にして下さい。
10. 詩織さんの行動が招いた結果でOKだね（笑）
11. お前は本当のキチガイか？・・この屑野郎！（※原文ママ）
12. クレーまであり、キチガイそのものだろ！！どういう育て方を受ければここまでキチガイになれるんだ！？（※原文ママ）
13. （漫画の女性キャラクターの画像を使って）「誰だよてめーは」「いきなり現れて好き勝手言ってんじゃねーぞ」（と語らせるもの）
14. 悪意に騙されやすい、まっすぐでお花畑の方でしょうか。・・確信犯のサヨクなら知りませんが。
15. 見苦しい　品性の無い　情けない
16. こっち来るなよ
17. こいつ詩織が被害者だってマジで思ってんのかな？馬鹿じゃねえの？
18. お前はもっと品性ねーよwww
19. このちはる上野とか言う人、変態やな
20. なんだこいつ　品性ねぇのはあんただ
21. バカの典型文
22. 貴方の品性のない発言こそ、下劣で不愉快ですよ。
23. どう考えてもカネを摑まされた工作員[6]
24. 伊藤さんが嘘をついて日本を貶めている事を責めているだけ
25. ジャーナリストになる為のコネを作ろうとホテルに行ったのに、上手くいかなかったと分かるとレイプされたと虚言を吐き始めたのです。

## 裁判

### 東京地裁
2022年3月25日、東京地裁は伊藤の請求を棄却する判決を言い渡した。
判決では、「いいね」が好意的・肯定的な感情を示すものだと認定した一方、その感情の程度は幅広いと指摘した。そのため「『いいね』それ自体からは感情の対象や程度を特定することができず、非常に抽象的、多義的な表現行為にとどまる」として、「いいね」を押す行為がただちに違法になるわけではないとした。その上で杉田の行為について、執拗な繰り返しや直接的な行為はなかったとして「社会通念上許される限度を超えた違法行為とは認められない」と判断した。

### 東京高裁
2022年10月20日、東京高裁は地裁判決を破棄し、名誉毀損を認めて杉田に55万円の賠償を命じた。
判決では、「いいね」を押す行為が名誉毀損にあたるかどうかの判断について、対象ツイートの内容や、行為者と被害者の関係、「いいね」が押された経緯なども検討する必要があるとした。その上で、実際のツイートの内容や前後の文脈などを踏まえ、名誉毀損にあたると判断した。
フリーライターの小川たまかによる要約を引用すると、判決の要旨は次の通りである。なお、東京高裁が指摘する「杉田議員の過去の言動」とは、山口からの性的暴行被害を訴える伊藤に対し、杉田が「枕営業大失敗」と描かれたイラストとともに揶揄したり、「女としても落ち度がありますよね」と発言したことなどである。

### 最高裁
2022年11月2日に杉田が上告したが、2024年2月9日、最高裁判所第1小法廷は控訴審判決を支持し、三行決定で上告を棄却した。

## 反応

### 伊藤側
- 伊藤は、杉田が「ハニートラップ・売名・枕営業・被害妄想」といった用語に繰り返し「いいね」してきたことを重く判断してもらえたと述べた[9]。また、自身の経験を踏まえ、「いいね」をする際には誰かを傷つける言葉ではないかと考えてほしいと述べた。
- 代理人弁護士の佃は、「アホ」を例に、親しみを込めて使われる場合もあれば侮辱のために使われる場合もあるとして、「いいね」についても文脈や経緯を確認することが大切だと述べた[5]。その上で、本判決は特定の事例における特定の判断に過ぎず、「『いいね』を押せば損害賠償」のように一般化できるものではないとし、「この判決が『いいね』が不法行為になった先例として広まるのは本意ではない」と強調した[10]。

### 杉田側
- 杉田は、「いいね」はブックマーク機能として使われることも多いとし、必ずしも肯定の意味で使われるわけではないと反論している[11]。

### 有識者
- 弁護士の藤吉修崇は、「今回『いいね』＝損害賠償という判決が独り歩きしています。そうではなく、判決は杉田議員の立場やこれまでの発言など、複合的な要因が絡み合った結果です。一般の人は、気軽に『いいね』を押していいと思います」としつつ、しかし個人を攻撃して炎上に加担するべきではないと警鐘を鳴らした[12]。
- 国際大学の山口真一は、高裁判決は「フォロワー数が多く影響力のある人が賛同ともとれる行為をすると名誉毀損にあたるという、一歩踏み込んだ判断を示した」と評価した上で、「『いいね』という気軽にできる行為でも責任が伴うことが示された。そのことをよく認識したうえで、SNSを利用することが大切だ」と話した[1]。

### その他
- 中傷投稿の発端となる性的暴行事件を起こしたジャーナリストの山口敬之は、表現の自由を制限するべきではないとし、「この訴訟と判決で、日本は『いいね』を押すだけで数十万円もの賠償が命じられる可能性がある国となった」「気軽にSNSボタンも押せない息苦しい社会」だと批判した[13]。

## 類似事例
Twitterの別機能である「リツイート」については、損害賠償を認める判決がすでに複数出されている。伊藤自身、漫画家のはすみとしこによる誹謗中傷をリツイートした2人の男性から各々11万円と22万円の賠償を受けている。
この他にも、フリー記者が元大阪府知事の橋下徹に対して「府の幹部たちに生意気な口をきき、自殺に追い込んだ」とする投稿をリツイートしたことについて、2020年6月に大阪高裁が33万円の賠償を命じている。

## その他
なおTwitterから名称変更したXは2024年6月に「いいね」について外部から「いいね」を押したIDは表示できなくなり総数のみの表示とする措置に変更したため、同様のことで訴訟を起こすことが不可能となっている。